# Wiener Flüchtlingsball
Der Wiener Flüchtlingsball wurde 1995 ins Leben gerufen und hat sich seitdem zu einer der bedeutendsten kulturellen und sozialen Veranstaltungen in Wien entwickelt. Organisiert wird der Ball vom Integrationshaus Wien, einer gemeinnützigen Organisation, die sich auf die Unterstützung von geflüchteten Menschen spezialisiert hat.

## Entstehung und Ursprung
Der erste Wiener Flüchtlingsball fand 1995 in den Sofiensälen statt, nur wenige Monate nach der Eröffnung des Integrationshauses. Der Ball wurde mit dem klaren Ziel ins Leben gerufen, Aufmerksamkeit für die Situation von Geflüchteten zu schaffen und gleichzeitig finanzielle Mittel für die Arbeit des Integrationshauses zu sammeln. Das erste Jahr des Balls stand unter dem Motto „Keine Chance dem Fremdenhass“, was auch den politischen Anspruch der Veranstaltung unterstrich.
Seit 1996 stellt die Stadt Wien das Wiener Rathaus kostenfrei für den Ball zur Verfügung. Dies war ein bedeutender Schritt, da das Wiener Rathaus mit seiner repräsentativen Architektur und zentralen Lage eine viel größere Symbolkraft besitzt.
Es wurde damit ein Signal gesetzt: Der Ball ist somit nicht nur eine private Veranstaltung, sondern ein Event von öffentlicher Bedeutung, das auch eine breite gesellschaftliche Beteiligung und Aufmerksamkeit anstrebt. Diese Geste der Stadt Wien hat den Ball zu einer fest etablierten Institution im Wiener Veranstaltungskalender gemacht.

## Ziele und soziale Bedeutung
Der Wiener Flüchtlingsball hat sich über die Jahre zu einer der bedeutendsten Wohltätigkeitsveranstaltungen der Stadt entwickelt. Der Reinerlös fließt in die Arbeit des Integrationshauses.
Mit seiner Mischung aus Musik, Tanz und kulturellen Programmen bietet er eine Plattform für kulturelle Begegnung und Austausch. Jedes Jahr sind Künstlerinnen und Künstler aus allen Teilen der Welt eingeladen, die Vielfalt der Kulturen zu feiern. Das musikalische Programm umfasst eine breite Palette von Genres, darunter traditionelle Musik, moderne Beats und internationale Rhythmen. Die Veranstaltung wird somit zu einem lebendigen Beispiel für interkulturelle Zusammenarbeit und Verständigung.

## Willi-Resetarits-Preis
Ein Fixpunkt des Wiener Flüchtlingsballs ist die Verleihung des Willi-Resetarits-Preises, der 2024 erstmals vergeben wurde. Er wurde zu Ehren des österreichischen Musikers und Sozialaktivisten Willi Resetarits ins Leben gerufen, der sich zeitlebens für die Rechte von Geflüchteten und soziale Gerechtigkeit starkgemacht hatte und Mitbegründer und Ehrenvorsitzender des Integrationshauses war. Der Preis ist mit 10.000 € dotiert und würdigt Persönlichkeiten, die sich durch ihr sozialpolitisches Engagement und ihren künstlerischen Beitrag besonders für die Integration von Geflüchteten und Migranten einsetzen.